# Scareware
Scareware är ett eller flera falska program som säljs till en datoranvändare via oetisk marknadsföring. Programmen säljs genom att skrämma datoranvändare med att han/hon har ett virus på datorn och det enda sättet att bli av med det är att köpa deras antivirusprogram. Antivirusprogrammet säljs ofta till ett högt pris, fast viruset vanligtvis inte har någon effekt och antivirusprogrammet har ingen effekt eller är ett malware. Ett exempel på ett sådant program är SpySheriff.

## Marknadsföring
Scareware marknadsförs genom att skrämma datoranvändaren med pop-ups och banners med texter som: "Din dator är infekterad, köp denna produkt för att åtgärda felet!". En del scareware-program går så långt som att säga att datoranvändarens äktenskap, jobb eller karriär står på spel.